# Satanella bionda
Satanella bionda è un film muto italiano del 1920 diretto da Paolo Trinchera.